# برودي دوبونت
برودي دوبونت هو لاعب هوكي الجليد كندي، ولد في 17 فبراير 1987 في Russell, Manitoba ‏ في كندا.

## وصلات خارجية
- برودي دوبونت على موقع دوري الهوكي الوطني (الإنجليزية)
- برودي دوبونت على موقع EliteProspects.com (الإنجليزية)
- برودي دوبونت على موقع HockeyDB.com (الإنجليزية)
- برودي دوبونت على موقع Hockey-Reference.com (الإنجليزية)